# Khadija Ryadi
Khadija Ryadi (àrab: خديجة الرياضي, Ḫadīja ar-Riyāḍī) (Taroudant, Marroc, 27 de desembre de 1960) és una activista marroquina pels drets humans, expresidenta de l'Associació Marroquina dels Drets Humans (AMDH). Va succeir Abdelhamid Amin el maig de 2007, i va ser la primera dona en ocupar aquesta posició en l'associació més antiga dels drets humans del regne quan va ser elegida per unanimitat. El 2013, va guanyar el Premi de Drets Humans de les Nacions Unides.
Ha estat membre de l'Annahj Addimocrati. Diplomada de l'Institut Nacional d'Estadística i d'Economia Aplicada (INSEA), va treballar al Ministeri de Finances del Marroc com a enginyera estadística. Des de 1983 es va implicar en campanyes de defensa pels drets humans i ha presidit l'AMDH de 2007 a 2013. Està compromesa amb el Moviment del 20 de Febrer, que reclama reformes al país.

## Biografia
Casada i mare de dos fills, va créixer en el si d'una família amaziga a localitat d'Irherm, situada a la província de Tarudant, al Marroc. L'any 1978, va obtenir el títol de batxillerat a l'institut Omar Khayyam i, el 1983, va continuar els seus estudis a l'Institut Nacional d'Estadística i d'Economia Aplicada. Després de graduar-se, va treballar com a enginyera a la Direcció General de Tributs del Ministeri de Finances marroquí.

### Drets humans
Riyadi es va afiliar al sindicat Unió Marroquina del Treball (UMT), quan militava al partit d'esquerres Via Democràtica. L'abril del 2007, es va convertir en la primera dona que va dirigir l'Associació Marroquina de Drets Humans i la segona, després d'Amina Bouayach, a presidir una associació o organització de drets humans al Marroc. Des del seu ascens al càrrec, Riyadi es va proposar convertir l'AMDH en un motor de denuncia de tot tipus de vulneracions dels drets humans al Marroc i va assumir la defensa legal dels presos d'opinió, per a la qual cosa va crear una nova seu de l'associació a Rabat. Així mateix, va adoptar les reivindicacions juvenils del Moviment del 20 de febrer que el Marroc va conèixer l'any 2011 en el context de la Primavera Àrab. Al llarg de la seva presidència a l'Associació Marroquina de Drets Humans, va ser objecte en repetides ocasions de violència policial durant manifestacions i protestes que ella mateixa havia organitzat i també de diverses campanyes de difamació i desprestigi en plataformes i llocs webs afins al govern. L'11 de maig de 2013, un dels seus companys de partit, Ahmad al-Hajj, la va succeir en la presidència de l'Associació Marroquina de Drets Humans. No obstant això, va ser Riyadi qui va dirigir la comissió encarregada de proporcionar defensa al periodista Ali Anuzla, quan va ser detingut al setembre d'aquell mateix any.

### Llibertat sexual
El 16 de juny de 2012, amb motiu del seu 33è aniversari, l'AMDH va celebrar un simposi que tenia com a tema central “les llibertats i el paper del moviment de defensa dels drets humans al Marroc”. En aquest congrés, Riyadi, que llavors presidia l'AMDH, va demanar al govern marroquí que “es garanteixin i respectin tots els drets individuals, incloses la llibertat sexual, la llibertat de consciència i el dret de cada individu a decidir sobre el seu propi cos”; alhora que exigia l'abolició de l'article 490 del Codi Penal marroquí, segons el qual les relacions sexuals entre un home i una dona fora del contracte matrimonial legal són objecte de sanció. Riyadi també va reclamar que s'assegurés l'exercici de llibertat sexual entre un home i una dona majors d'edat per consentiment mutu, ja que “es tracta d'un dret humà bàsic que s'emmarca en el dret de cadascú a decidir sobre el seu cos i, per tant, és un assumpte privat". La resposta del corrent islàmic va arribar de la mà d'Abu Zaid al-Muqri al-Idrissi que va respondre a aquestes declaracions afirmant que “aquestes exigències no neixen ni han estat creades a la realitat marroquina, en la mesura que només constitueixen una imitació literal i deformada de la mentalitat i dels valors occidentals. (...) I, cal preguntar-se, és que aquests canvis han conduït realment a una millora tangible de les relacions socials, personals i psicològiques als països occidentals?".

## Premis
El 10 de desembre del 2013, Riyadi va obtenir amb el Premi de Drets Humans de les Nacions Unides i va assegurar que aquesta condecoració li fa sentir que carregava amb una responsabilitat addicional. Es tracta del primer cop que aquest guardó, també conferit al llarg del segle passat a diverses personalitats destacades en diferents àmbits com Nelson Mandela, Eleanor Roosevelt o Martin Luther King, és atorgat a una dona àrab.